# Cortinarius orellanus
Il Cortinarius orellanus Fr., 1838 è un fungo mortale tardo autunnale, diffuso in Europa.

Considerato fino ad alcuni decenni fa un fungo commestibile, si è rivelato solo di recente una specie mortale a causa di un avvelenamento di massa verificatosi in Polonia che ha causato numerosi decessi; ciò ha permesso di scoprire la tossina in esso contenuta (Orellanina) i cui effetti sui reni si manifestano anche dopo 14 giorni di incubazione.

## Descrizione della specie
Cappello
Di sottilissimo spessore, irregolarmente emisferico, poi piano ed infine depresso, con umbone ampio e poco rilevato di forma spesso irregolare e bitorzoluta; diametro da 35 a 85 mm; margine involuto ed alla fine aperto, ondulato e variamente rilevato. Superficie finemente ricoperta da fibrille minute, con aspetto serico-opaco, color mattone o rosso-bruno alquanto omogeneo.
Lamelle
Evidentemente distanziate, adnato-uncinate, spesse e larghe intervallate da lamellule, color tabacco-cannella.
Gambo
Mediamente slanciato, alto 50–120 mm per 7–13 mm di diametro, sodo e fibroso,  ocra,  ed ornato da fibrille di colore bruno rossiccio, più o meno affusolato alla base.
Carne

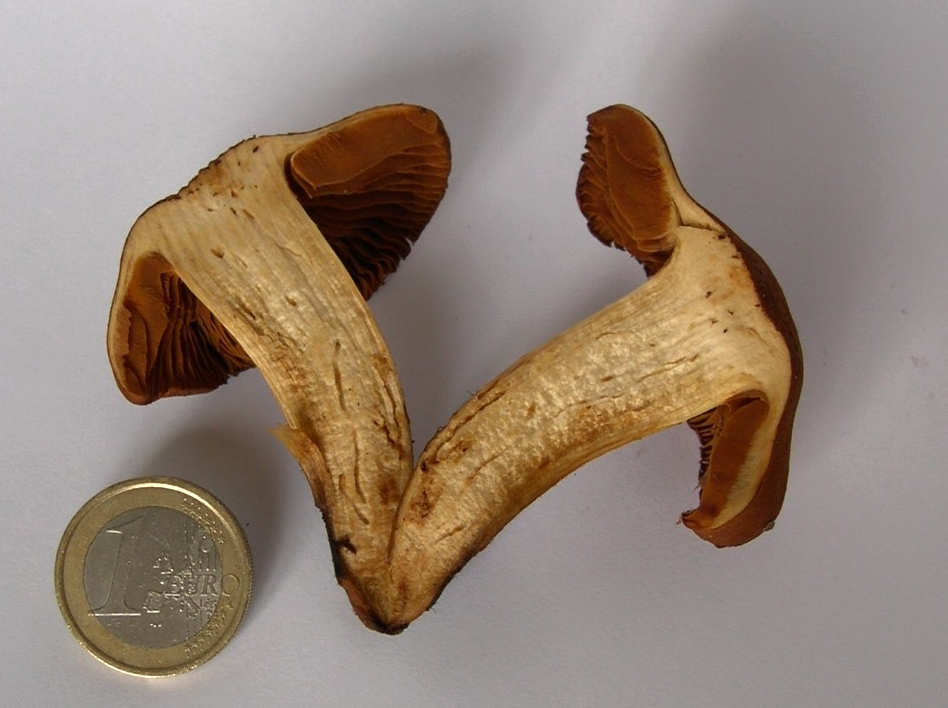
Sezione di C. orellanus confrontata con una moneta da un Euro

Color paglierino con sfumature rossigne, mattone-ruggine sotto la cuticola, setosa e compatta nel gambo, assai sottile nel cappello.
- Odore: di rapa, leggero ed incostante (strofinare o sezionare il carpoforo).
- Sapore: acidulo-dolciastro (assaggio da non deglutire!).

Spore
Ellittiche, con minute e fitte verruche, di color ruggine in massa, 9-12,5 x 5,5-6,5 µm.

## Habitat
Fine estate-autunno, nei boschi di latifoglia ma anche di conifera.

## Commestibilità
Mortale.
Fungo mortale che colpisce i reni con latenza assai lunga (3 - 14 giorni dall'ingestione).
Responsabile, insieme a C. rubellus e C. orellanoides, della tristemente nota "Sindrome orellanica".
In ogni caso, a seguito dell'insufficienza renale acuta, può essere necessaria l'emodialisi (spesso permanente) oppure il trapianto del rene.

## Specie simili
Tutti i cortinari bruno rossicci di piccola e media grandezza (es. Cortinarius rubellus)

## Sinonimi e binomi obsoleti
- Cortinarius rutilans Quél., Assoc. Fr. Avancem. Sci.: 26 (1897)
- Dermocybe orellana (Fr.) Ricken, Die Blätterpilze: 160 (1915)